# Ingolstadt Südost
Ingolstadt Südost ist ein Stadtbezirk der oberbayerischen Stadt Ingolstadt. Er liegt südlich der Donau. Mit 1395,5 Hektar ist er flächenmäßig der drittgrößte der zwölf Stadtbezirke. Zum 31. Dezember 2018 lag die Einwohnerzahl bei 18.460.
Der Stadtbezirk umfasst folgende Unterbezirke:
- Ringsee (41)
- Kothau (42)
- Augustinviertel (43)
- Monikaviertel (44)
- Gewerbegebiet Südost (45)
- Niederfeld (46)
- Rothenthurm (47)
- Am Auwaldsee (48)